# Théodore Maunoir
Théodore Maunoir, de son nom complet Théodore David Eugène Maunoir, né le 1er juin 1806 à Genève et décédé le 26 avril 1869 à Genève, est un chirurgien suisse.
Au cours de l'année 1863, il fait partie des cinq fondateurs du Comité international de secours aux blessés militaires désigné dès 1876 sous le nom de Comité international de la Croix-Rouge (CICR). Il meurt six ans après la création du comité de sorte que sa participation n'a pas eu d'incidence significative sur le développement ultérieur du CICR. Au sein du comité et de la société genevoise, il fut un grand ami et protecteur de Louis Appia qui était également chirurgien.

## Biographie

### Jeunesse
Maunoir grandit dans une riche famille de médecins genevois. Suivant la tradition familiale, il étudie la médecine en Angleterre et en France. En 1832, il s'implique dans la création de la Société médicale d'observation de Paris. Un an plus tard, il obtient également à Paris un doctorat de chirurgie pour son travail intitulé Essai sur quelques points de l'histoire de la cataracte. Après son retour dans sa ville natale, il devient membre de la Commission d'hygiène et de santé de Genève ainsi que de la Société genevoise d'utilité publique. Les récits historiques le présentent alors comme très intelligent et charmant avec un grand sens de l'humour.
Avec sa première femme, Esther-Étienne-Herminie née Clavier, veuve de Paul-Louis Courier et fille d'Étienne Clavier, il a deux fils. En outre, il adopte les enfants nés d'un précédent mariage de sa femme. Celle-ci avait en effet épousé à l'âge de 19 ans l'écrivain français Paul-Louis Courier. Quelques années après le mariage, Courier est assassiné dans des circonstances jamais complètement élucidées, probablement par l'un de ses serviteurs. Les rumeurs selon lesquelles sa femme aurait été impliquée persistèrent en dépit de son acquittement. Pour la réputation de Maunoir, le passé de sa femme représentait un fardeau dans une société genevoise imprégnée de la stricte morale calviniste mais resta toutefois sans effets.
Après la mort de sa première femme, le 13 novembre 1842, il épouse Anne Christiana Farmar née Jarvis le 26 décembre 1845 et aura encore deux fils et une fille. Sa vie de famille, notamment la prise en charge et l'éducation de ses enfants, constitue une partie importante de sa vie aux côtés de son activité en tant que médecin et en tant que consultant pour d'autres médecins.

### Activités au sein du CICR
En septembre 1862, l'homme d'affaires Henri Dunant publie un livre intitulé Un souvenir de Solférino dans lequel il décrit son expérience lors de la bataille de Solférino. En outre, le livre contient une série de propositions visant à promouvoir l'amélioration de l'aide aux soldats blessés. La Société genevoise d'utilité publique fonde en février 1863 ce qui sera désigné sous le nom de « Comité des cinq » afin d'étudier les propositions de Dunant. Maunoir devient membre de ce comité avec Dunant, Gustave Moynier, Guillaume-Henri Dufour et Louis Appia. Peu de temps après, ce comité est rebaptisé Comité international de secours aux militaires blessés puis, en 1876, Comité international de la Croix-Rouge. Au cours des réunions du comité, Maunoir souligne en particulier l'importance de ne pas sensibiliser aux idées de Dunant les seuls dirigeants politiques et militaires mais aussi le grand public et de porter ainsi un mouvement de masse.
Du 26 au 29 octobre 1863 a lieu, à l'initiative du comité, une conférence internationale relative à la mise en œuvre concrète des propositions de Dunant. Toutefois, des différences apparaissent au cours de cette conférence entre les délégués concernant la participation des volontaires aux soins des blessés. Maunoir réussit malgré tout au cours d'un discours persuasif à empêcher un échec retentissant de la conférence. Il contredit en particulier les objections du représentant français Boudier, un médecin militaire et ami intime du ministre français de la guerre Jacques Louis Randon. Les doutes de la délégation française concernaient avant tout l'efficacité des volontaires car, selon leur propre expression, 1500 mules en appui de l'armée seraient plus utiles que 15 000 volontaires auxiliaires. Aux propos insistants de Boudier — « Des mulets, des mulets, c'est le nœud gordien de la question » —, Maunoir rétorque que si la seule mission de la conférence était l'acquisition de mules, Boudier aurait raison. Son discours finira par convaincre les délégués français et mène à un débat constructif sur les propositions présentées par le comité.
En préparation de la conférence d'août 1864, qui aboutira à l'adoption de la première convention de Genève, le comité une étude de Maunoir sur les soins médicaux aux victimes de la guerre de Sécession intitulée Note sur l'œuvre des comités de secours aux États-Unis d'Amérique. Dans cette enquête, il s'intéresse en particulier à l'activité de la United States Sanitary Commission mise en place entre 1861 et 1866 par l'administration américaine afin de coordonner les activités d'aide des volontaires lors de la guerre civile.

### Héritage
Maunoir se lie progressivement d'amitié avec Louis Appia. Pour ce dernier, de douze ans son cadet, qui arrive à Genève au début de l'année 1849 à l'âge de 31 ans, Maunoir sera son mentor au sein de la société genevoise. À l'occasion de l'exclusion de Dunant du CICR en septembre 1867, en raison de sa faillite, Maunoir se tient en retrait. Une possible raison fut sa propre expérience de l'exploitation d'un scandale personnel au sein de la société genevoise. 
Il participera activement, jusqu'à son décès inattendu en 1869, aux réunions du CICR. Puisqu'il est le premier des cinq membres fondateurs du comité à disparaître, son décès place pour la première fois l'organisation devant la question de l'admission d'un nouveau membre. C'est finalement le politicien genevois Louis Micheli de la Rive qui est choisi pour lui succéder. En raison de son décès précoce, son action n'a eu aucune conséquence essentielle sur le développement ultérieur du comité au contraire des activités de son ami Appia et du président Gustave Moynier.
À Genève, dans le quartier des Eaux-Vives, l'ancienne rue Jean-Charles a été rebaptisée à la mémoire des membres éminents de la famille Maunoir.

## Sources
- (de) Cet article est partiellement ou en totalité issu de l’article de Wikipédia en allemand intitulé « Théodore Maunoir » (voir la liste des auteurs).